# 克略科查山 (卡亞拉尼區)
15°13′22″S 72°30′17″W / 15.22278°S 72.50472°W
克略科查山（Quello Cocha），是秘魯的山峰，位於該國南部阿雷基帕大區，由康德蘇約斯省的卡亞拉尼區負責管轄，屬於安地斯山脈的一部分，海拔高度4,800米。